# Danza de la Muerte
La Danza de la muerte o "Danza macabra" es un género artístico tardo-medieval cuyo tema es la universalidad de la muerte. Se trata de un diálogo en verso y por tanto representable, en que una personificación de la Muerte, como un esqueleto humano, llama a personas de distinta posición social o en diferentes etapas en la vida para bailar alrededor de una tumba. Estas figuras suelen ser el Papa, el Obispo, el Emperador, el Sacristán, el Labrador, etc. La Muerte les recuerda que los goces mundanos tienen su fin y que todos han de morir, al igual que el género de la vanitas en pintura. Se cree que las danzas macabras eran de hecho bailadas y representadas teatralmente en el siglo XIV.
Este macabro espectáculo se desarrolló en toda la literatura europea, procedente de Francia. En Escocia, por ejemplo, aparece en el Lament for the Makaris del poeta escocés William Dunbar. El tema de la muerte dominó la Baja Edad Media y frente a ella no había resignación cristiana, sino terror ante la pérdida de los placeres terrenales. Presenta, por un lado, una intención religiosa: recordar que los goces del mundo son perecederos y que hay que estar preparado para morir cristianamente (véase Memento mori); por otro lado, una intención satírica al hacer que todos caigan muertos, con independencia de su edad o su posición social, dado el poder igualatorio de la muerte. También tuvo expresión artística, mereciendo destacarse los grabados que hicieron Hans Holbein el Joven (publicados en 1538) y Heinrich Aldegrever (1541). Ya en el siglo XIX, el caricaturista Thomas Rowlandson lanzó otra versión grabada de tono más humorístico.

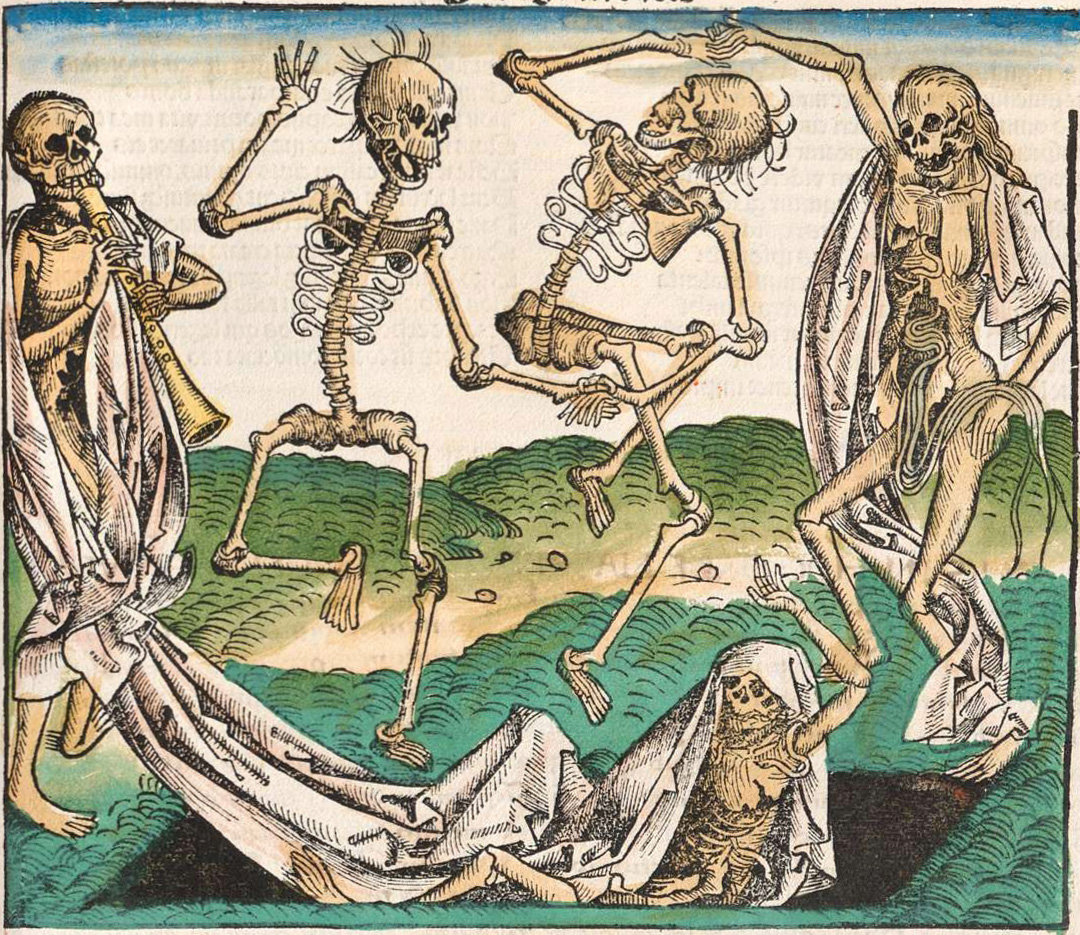
La Danza de la Muerte, de Michael Wolgemut.

La Danza general de la Muerte escrita en castellano se conserva en un manuscrito de la Biblioteca de El Escorial, fue compuesta a principios del siglo XV. Consta de más de seiscientos versos dodecasílabos en coplas de arte mayor en que van desfilando y lamentándose todas las figuras representativas de los tres estamentos sociales medievales (nobleza, clero y plebe) sucesivamente invitados por la Muerte a unirse a su danza.
El hombre medieval estaba familiarizado con la idea de la muerte y la convirtió en motivo artístico. Las danzas de la muerte se representaban en Semana Santa. Son alegorías de este tema en el que aparecen personas de todas clases sociales y económicas bailando con esqueletos, personificando el tópico literario de la muerte igualadora.

## Influencia

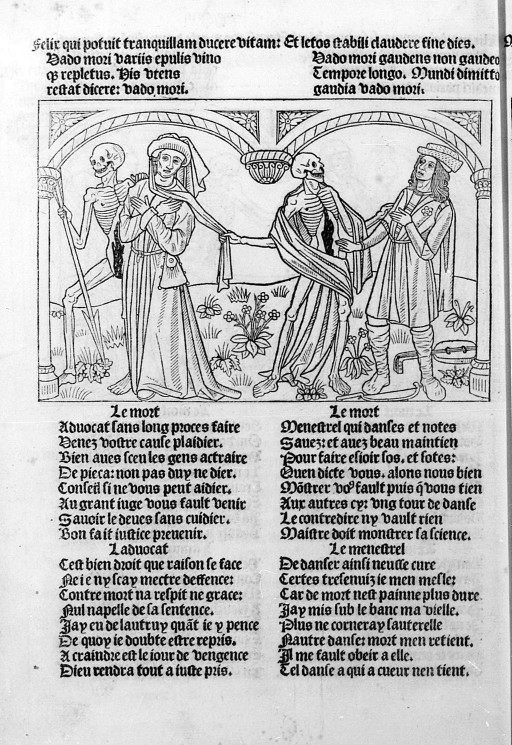
Grabado que representa a la muerte llevándose a un trovador (derecha) y a un abogado. La Danse macabre, París, Guy Marchant, 1486.

### Literatura
Su influencia se deja notar en autores españoles posteriores, como la Barca de la Gloria, de Gil Vicente, Diálogo de Mercurio y Carón de Alfonso de Valdés, Farsa llamada Danza de la Muerte de Juan de Pedraza, La farsa de la Muerte de Diego Sánchez de Badajoz, Las Cortes de la Muerte de Luis Hurtado de Toledo y Coloquio de la Muerte con todas las edades y estados, de Sebastián de Horozco. En el capítulo XI de la segunda parte de El Quijote, Don Quijote y Sancho encuentran a una compañía de cómicos que representan Las Cortes de la Muerte, un auto sacramental de Lope de Vega. Finalmente, en el Barroco se encuentran las últimas referencias en los autos de Calderón de la Barca y en los Sueños (1627) de Quevedo.

### Música
Varias piezas musicales (sobre todo del siglo XIX) se vieron influenciadas por la temática de la Danza de la Muerte. Una de las más destacadas es la Danse macabre de Camille Saint-Saëns. En ese poema sinfónico un violín solista tocado alegóricamente por la muerte lleva la voz cantante imponiéndose sobre el resto de instrumentos, representación de los mortales. La composición de Franz Liszt traducida del alemán (Totentanz) al francés como Danse macabre no comparte con la temática sino el nombre, pues la obra son unas variaciones del tema medieval del Dies Irae para orquesta y piano concertante.

### Cine
Una de las influencias más famosas a la Danza de la Muerte es la que se hace al final de la película El séptimo sello, de Ingmar Bergman, en la que el personaje José (Jof en la versión original) dice a su esposa: "La Muerte, severa, los invita a danzar. Van cogidos de las manos haciendo una larga cadena y empieza la danza. Delante va la misma Muerte con su guadaña y su reloj de arena.(...) Ya marchan todos, hacia la oscuridad, en una extraña danza. Ya marchan huyendo del amanecer, mientras la lluvia lava sus rostros, surcados por la sal de las lágrimas."